# Sân bay Antonio José de Sucre
Sân bay Antonio José de Sucre (IATA: CUM, ICAO: SVCU), là một sân bay ở Cumaná, Venezuela. Sân bay này có 1 đường băng dài 3100 m bề mặt nhựa đường.

## Các hãng hàng không và các tuyến bay
Hiện có các hãng hàng không sau đang hoạt động tại sân bay này:
- Avior Airlines (Caracas)
- Santa Bárbara Airlines (Caracas)